# Pierzchała (herb szlachecki)
Pierzchała (Pyrzchala, Kolumna, Roch, Roch II, Pirch, Pirzchała, Trzaski) – polski herb szlachecki, jeden z 47 herbów adoptowanych przez bojarów litewskich w unii horodelskiej w 1413 roku. Herb został też wymieniony w najstarszym zachowanym do dziś polskim herbarzu, napisanym przez historyka Jana Długosza, Insignia seu clenodia Regis et Regni Poloniae z lat 1464–1480.

## Opis herbu

### Opis historyczny
Kasper Niesiecki blazonuje herb następująco:

(...) w czerwonem polu kolumna prosto do góry stojąca, na wierzchu jej korona, w hełmie nad koroną takaż kolumna.

### Opis współczesny
Opis skonstruowany współcześnie brzmi następująco:
Na tarczy w polu czerwonym wieża szachowa srebrna, na niej korona.
W klejnocie samo godło.
Labry herbowe czerwone, podbite srebrem.

#### Informacje dodatkowe
Prawdopodobnie skutkiem niedbałości wydawców herbarzy, w klejnocie zaczęto przedstawiać pięć piór strusich. Znane są również odmiany przedstawiające zamiast wieży szachowej - kolumnę srebrną z koroną (znane pod nazwą Kolumna).

## Geneza

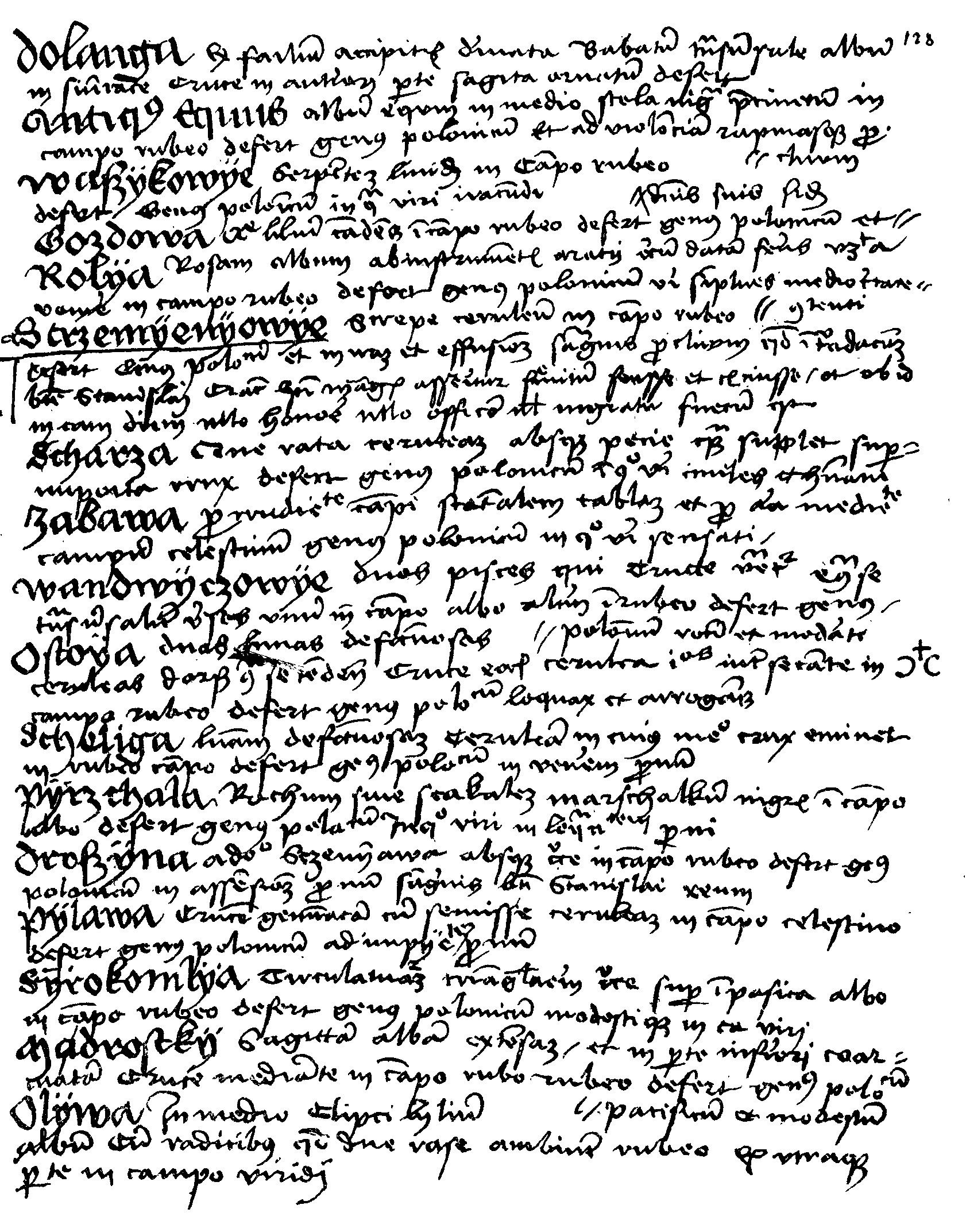
Herb Pierzchała w herbarzu Jana Długosza z lat 1464–1480 Insignia seu clenodia Regis et Regni Poloniae.

### Najwcześniejsze przedstawienia i ewolucja wizerunku
Jeden z najstarszych herbów polskich. Według większości heraldyków właściwą nazwą herbu była "Pierzchała" (Pirzchała) (zanotowane w 1409), a słowo "Roch" oznaczało godło heraldyczne - wieżę szachową, co później przeniosło się na nazwę herbu (pod tą nazwą notowany w 1422).

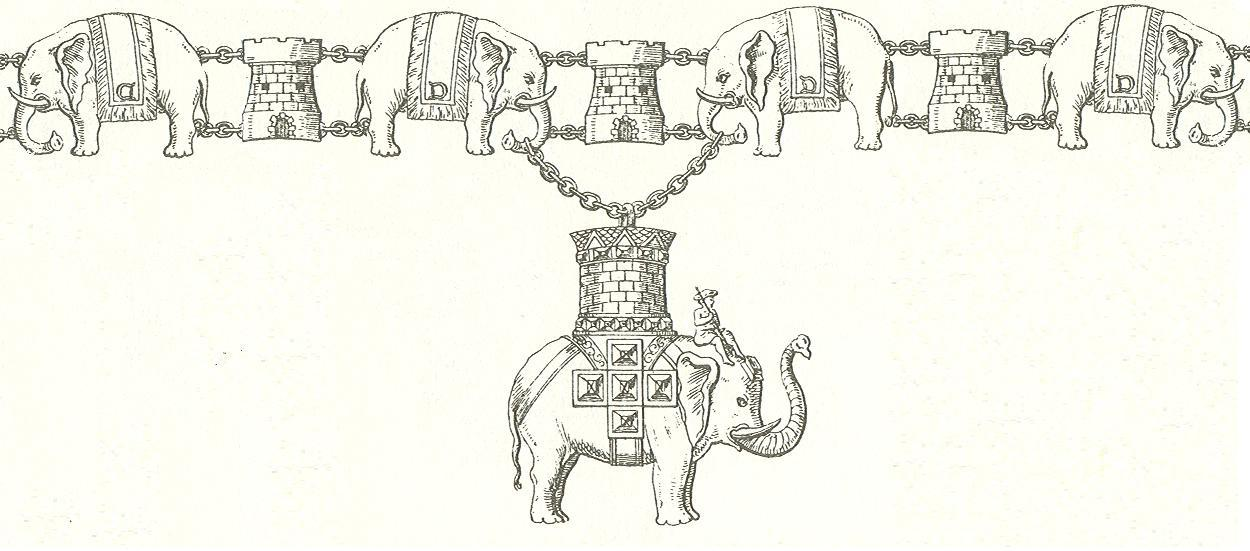
Łańcuch duńskiego Orderu Słonia z wizerunkiem słonia bojowego.

Najstarsze wizerunki ukazują godło herbu jako wieżę szachową, przedstawianą w postaci słonia bojowego. Podobieństwo schematycznie ukazanych ciosów słonia do heraldycznej lilii prowadziło do ewolucji herbu i zatracenia pierwotnego znaczenia godła. Zapiska z 1550 nazywa godło herbu lilią. W początku XVII wieku pojawiły się przedstawienia herbu z wieżą szachową nie nawiązującą do figurki słonia, lecz do murowanej wieży obronnej. Kolejną ewolucję herbu, wynikłą zapewne z sarmackiej mody na doszukiwanie się rzymskich korzeni rodu, było upodobnienie godła do kolumny i nawiązanie do patrycjuszowskiego rodu rzymskiego Colonnów. Formę pośrednią między wieżą szachową i kolumną przedstawia ilustracja w Herbach szlacheckich ziem pruskich J.K.Dachnowskiego z 1620 r.
Kacper Niesiecki w swoim herbarzu połączył herb Roch i Kolumna w jednym opisie, jednocześnie dodając opis herbu Roch III, który zapewne wywodzi się od dawnych przedstawień herbu Pierzchała.

### Najwcześniejsze wzmianki pisane
Najstarsza zapiska sądowa pochodzi z 1409. Najstarsze zachowane pieczęcie z herbem pochodzą z: 1344 (Klemens Pierzchała, biskup płocki), 1375, 1392 i 1402 (Iwan z Radomina), 1413 (Henryk z Radomina - pieczęć przy akcie unii horodelskiej).
Najwcześniejsze lokalne źródło heraldyczne wymieniające herb to datowane na lata 1464–1480 Insignia seu clenodia Regis et Regni Poloniae polskiego historyka Jana Długosza, który uznaje go za rdzennie polski. Zapisuje on informacje o herbie wśród 71 najstarszych polskich herbów szlacheckich we fragmencie: 

Pyrzchala rochum siue scakalem marschalkum nigrum in campo albo defert. Genus Polonicum, in quo viri in loquacitatem proni.

W wyniku unii horodelskiej w 1413 przeniesiony na Litwę. Ród Pierzchałów reprezentowali Piotr z Włoszczowa (kasztelan dobrzyński) i Henryk z Radomina. Do rodu został adoptowany bojar litewski Dauksza.

### Etymologia nazwy i zawołań
Nazwa Roch pochodzi z języków indyjskich i arabskich, gdzie wyrazem rokh określano figurę szachową przedstawiającą słonia bojowego z wieżyczką na grzbiecie. Ta figura jest protoplastką dzisiejszej wieży szachowej. Nazwa Pirzchała pochodzi z języka staropolskiego. Pirzchliwy, pirzchliwość, pirzchanie w wieku XV i XVI oznaczało popędliwość, gniew, porywczość, zapalczywość.

## Herbowni
Lista herbownych w artykule sporządzona została na podstawie wiarygodnych źródeł, zwłaszcza klasycznych i współczesnych herbarzy. Należy jednak zwrócić uwagę na częste zjawisko przypisywania rodom szlacheckim niewłaściwych herbów, szczególnie nasilone w czasie legitymacji szlachectwa przed zaborczymi heroldiami, co zostało następnie utrwalone w wydawanych kolejno herbarzach. Identyczność nazwiska nie musi oznaczać przynależności do danego rodu herbowego. Przynależność taką mogą bezspornie ustalić wyłącznie badania genealogiczne.
Pełna lista herbownych nie jest dziś możliwa do odtworzenia, także ze względu na zniszczenie i zaginięcie wielu akt i dokumentów w czasie II wojny światowej (m.in. w czasie powstania warszawskiego w 1944 spłonęło ponad 90% zasobu Archiwum Głównego w Warszawie, gdzie przechowywana była większość dokumentów staropolskich). Lista nazwisk znajdująca się w artykule pochodzi z Herbarza polskiego, Tadeusza Gajla (137 nazwisk). Występowanie na liście nazwiska nie musi oznaczać, że konkretna rodzina pieczętowała się herbem Pierzchała. Często te same nazwiska są własnością wielu rodzin reprezentujących wszystkie stany dawnej Rzeczypospolitej, tj. chłopów, mieszczan, szlachtę. Jest to jednakże dotychczas najpełniejsza lista herbownych, uzupełniana ciągle przez autora przy kolejnych wydaniach Herbarza. Tadeusz Gajl wymienia następujące nazwiska uprawnionych do używania herbu Pierzchała:
Babiłło, Baliszewski, Berliński, Białyszewski, Bielamowski, Bielanowski, Bielecki, Bielicki, Bieniewski, Bogatko, Borusewicz, Bruleński,
Chobołtowski, Chobółtowski, Chraplewski, Ciosnowski, Czosnowski,
Dauksza, Dawksza, Dawkszewicz, Dowksza, Duksza, Dukszta, Dzierzek, Dzięgielewski,
Galicki, Garcimowicz, Gnatowicz, Gnatowski, Gołowiński, Grabicki, Grabie, Grodecki, Guzowski,
Harackiewicz, Hatowski, Hatto, Hattowski, Hołowczyc, Horackiewicz, Hruszewski,
Jabłonowski,
Kamelski, Kimunt, Klembowski, Kluski, Kłębowski, Kobylski, Koczowski, Kordziukow, Korzuchowski, Kowalewski, Kożuchowski, Kuchcicki, Kuchciński, Kula, Kunczewicz, Kuńczewicz,
Larysz, Larysza, Leśniewski, Leśniowski, Liwsk, Lucławski, Lusławski,
Łaźniewski, Łaźniowski, Łażniewski, Łącki, Łobod, Łoboda,
Mieczkowski, Miński, Miszczeński, Montwił, Montwiłło, Montywiłło, Motewidłow, Myszczeński, Myszczyński,
Nadolski, Nowosielski,
Omeljanowicz, Ossowski,
Paskowski, Pawłowski, Penski, Perkowski, Pęczycki, Pęczyński, Pęski, Piasecki, Pierzchajło, Pierzchało, Pierzkiewicz, Pieszkiewicz, Pogroszewski, Poniński, Popowski, Poroski, Priami, Pruszkowski, Pryami, Przeciszewski, Przekuleja.
Radomiński, Roch, Roch2, Rochalski, Rowiński, Rudnicki,
Sabin, Serocki, Sieniecki, Sierocki, Skorupski, Sobolewski, Sokołowski, Sperski, Suzin, Szabin, Szeligowski , Szumlański,
Tokarski, Turowicz, Turowski,
Umiastowski,
Wiszowaty, Witkowski, Wittan, Wiwulski, Włodkowski, Włoszczowski, Wojnowski, Wygura, Wysocki, Wyszowaty,
Zawadzki
Żołyński

### Znani herbowni
- Maksymilian Oborski – ziemianin, powstaniec listopadowy i styczniowy, zesłaniec na Syberię, rysownik i akwarelista.
- Kacper Kazimierz Cieciszowski – arcybiskup metropolita mohylewski, metropolita wszystkich kościołów rzymskokatolickich w Imperium Rosyjskim.
- Aleksander Colonna-Walewski – hrabia, książę, polityk, dyplomata, dziennikarz, powstaniec listopadowy, minister spraw zagranicznych Cesarstwa Francji.
- Jan Walewski – polski adwokat, ziemianin, przemysłowiec, polityk.

## Odmiany, alternatywne wizerunki i wersje utytułowane
Skutkiem zmian w herbie, powodowanych często stylizacją zgodną z modą, z dawnego herbu Pierchała wykształciło się kilka odmian, niekiedy o różnych nazwach, przy czym w niektórych przypadkach odmiany te są tylko różnym graficznym przedstawieniem tego samego herbu.
- Odmiany[potrzebny przypis]:
  - wersja najstarsza, srebrna wieża szachowa w czerwonym polu
  - srebrna lilia na trzech stopniach - Roch III
  - srebrna kolumna ukoronowana w czerwonym polu - herb Kolumna
  - czarna wieża w srebrnym polu - według Siebmachera
  - srebrna wieża szachowa, między złotymi półksiężycami, w polu czerwonym - herb Wysocki.